# ハナズオウ
ハナズオウ（花蘇芳、学名: Cercis chinensis）は中国原産のマメ科ハナズオウ亜科ハナズオウ属の落葉小高木である。春に咲く花が美しいため、庭などによく植えられる。別名、ハナズホウ、スオウバナ（蘇芳花）とも呼ぶ。和名の由来は、花の色がマメ科の染料植物スオウで染めた蘇芳染（すおうぞめ）の汁の色に似ていることによる。中国名は紫荊。

## 特徴
日本には北海道、本州、四国、九州に分布する。
高さは2 - 3メートル (m) になる。樹皮は灰褐色で皮目は多いが、生長に関わらずほぼ滑らかである鈴木庸夫・高橋冬・安延尚文 2014, p. 197。若い枝は淡褐色で皮目が目立ち、ややジグザグ状になる。葉は5 - 10センチメートル (cm) のハート形でつやがあり、葉縁が裏側に向かって反り返る独特の形をしている。葉柄の両端は少し膨らむ。秋の紅葉は黄色系に染まり、黄色と褐色のモザイク模様なったり様々な変化を見せながら、葉が散るころには褐色になる。
早春に枝に花芽を多数つけ、4 - 5月ごろ葉に先立って開花する。花には花柄がなく、枝から直接に花がついている。花は紅色から赤紫色（白花品種もある）で長さ1 cmほどの蝶形花。開花後、長さ数 cmの豆果をつけ、秋から冬に赤紫色から褐色に熟す。
冬芽は鱗芽で、葉芽は卵形、花芽はブドウの房状に小さな蕾が多数集まる特徴的な形をしている。枝先につく仮頂芽は葉芽で、花芽はそれよりも下につく。側芽は枝に互生する。冬芽の芽鱗の数は、葉芽が5 - 6枚、花芽の蕾は2枚つく。葉痕は半円形で維管束痕が3個つく。
早春に咲く赤紫色の花とハート形の葉が好まれ、公園樹や庭木によく利用される。

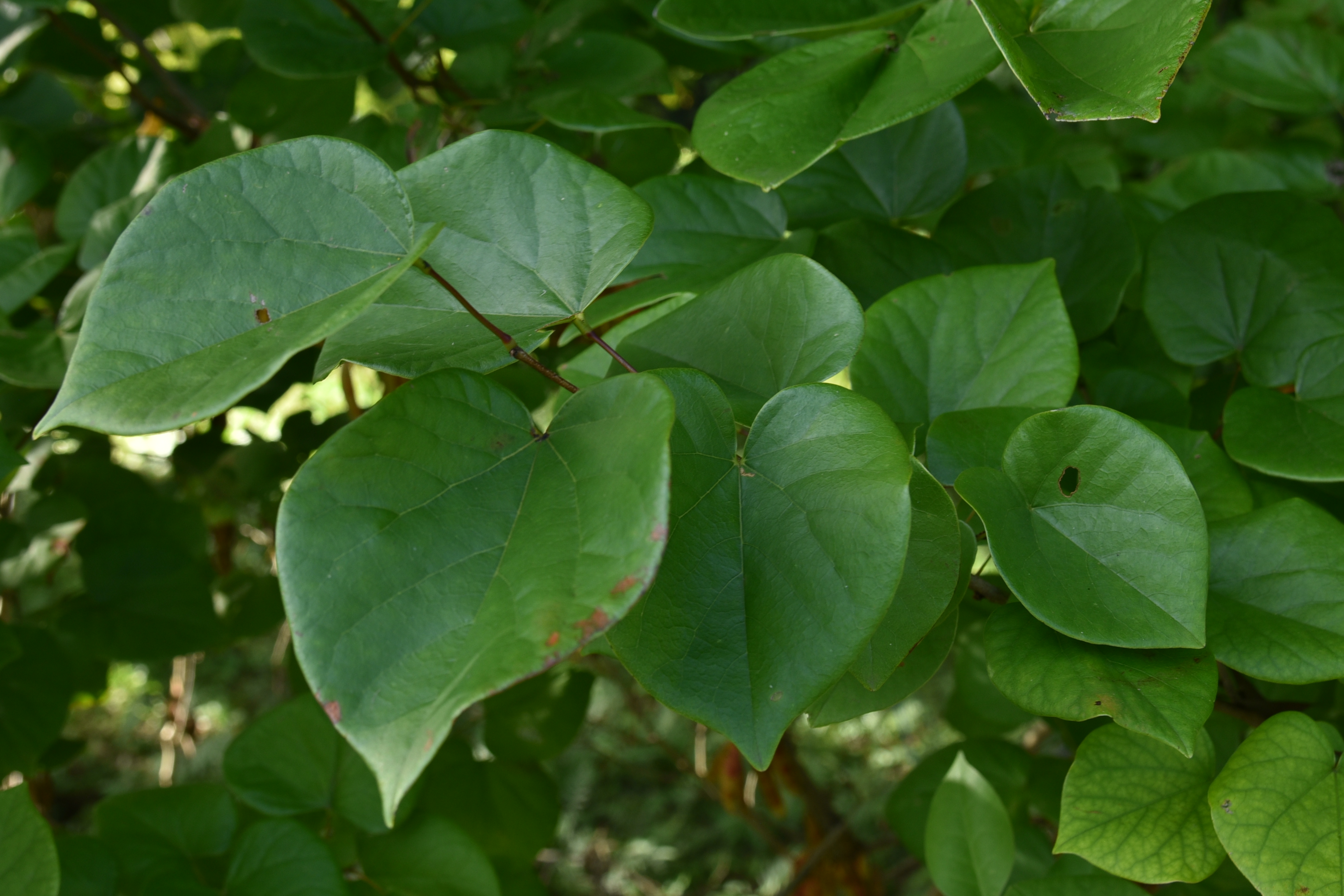
ハナズオウの葉
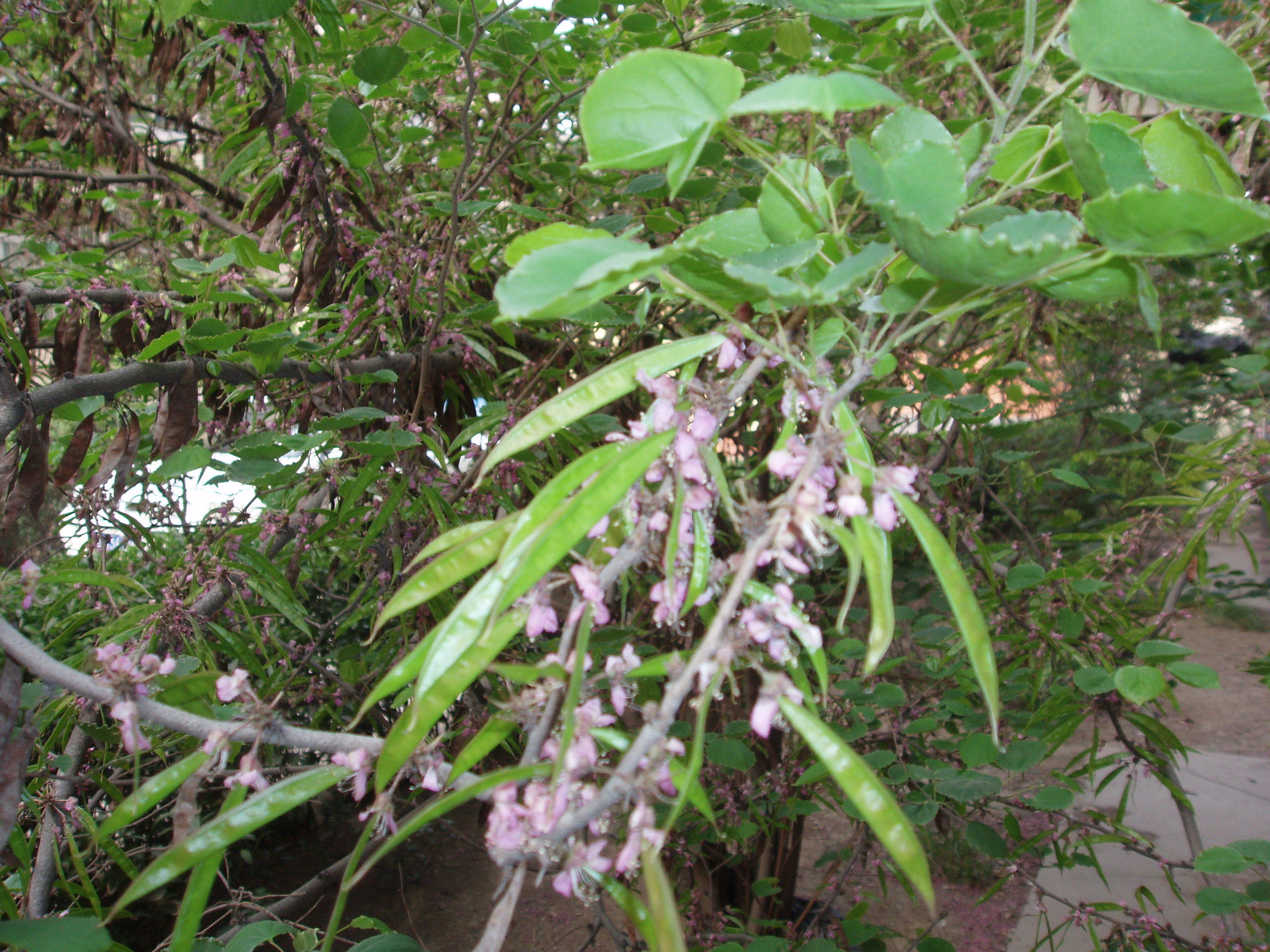
花と若い果実（4月）
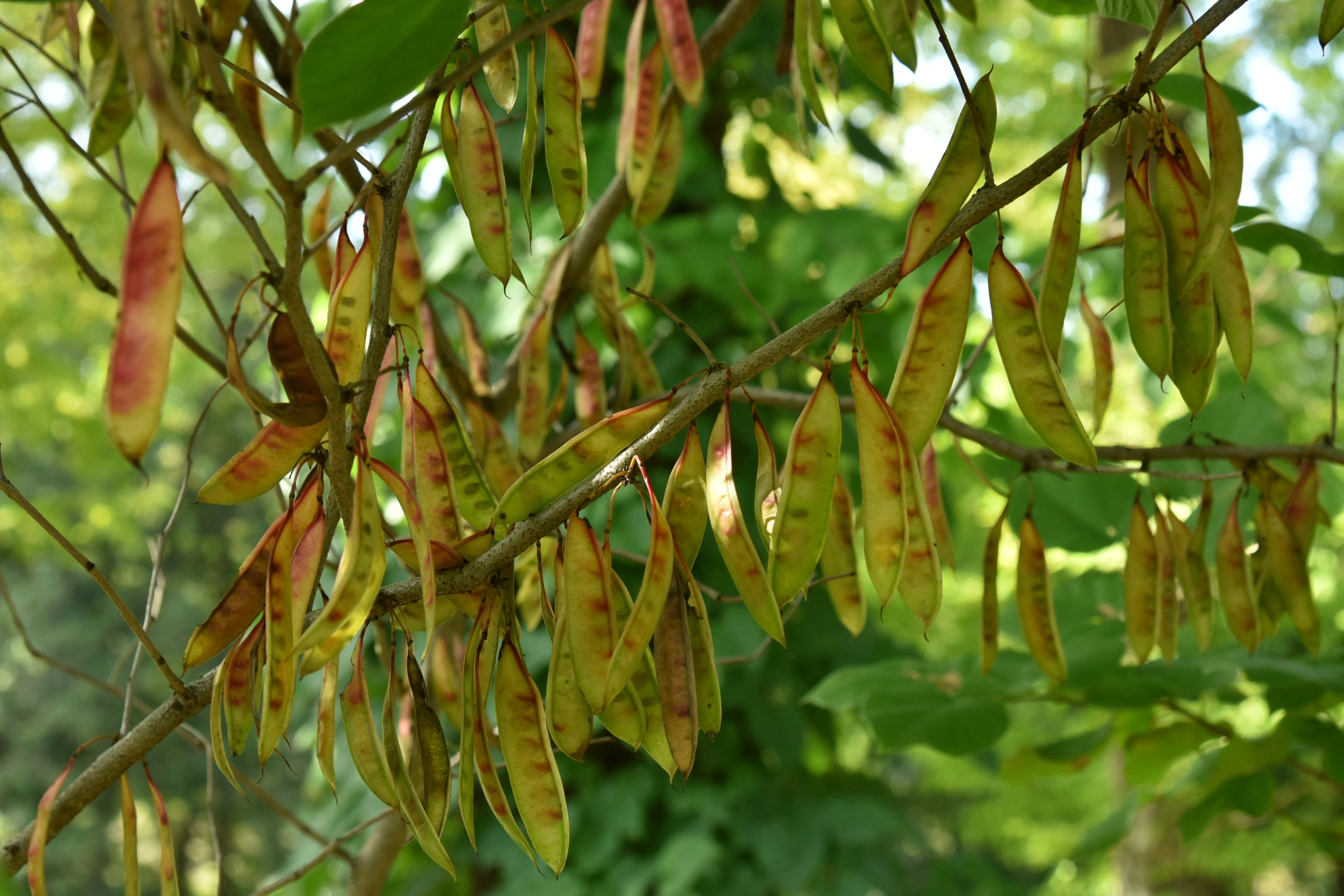
果実（9月）

## ハナズオウ属
ハナズオウ属は北半球温帯に数種が分布する。地中海付近原産のセイヨウハナズオウ (C. siliquastrum) は落葉高木で高さ10mほどになり、イスカリオテのユダがこの木で首を吊ったという伝説からユダの木とも呼ばれる。このほかアメリカハナズオウ (C. canadensis) などが栽培される。